# Komisariat Straży Granicznej „Tarnowskie Góry”

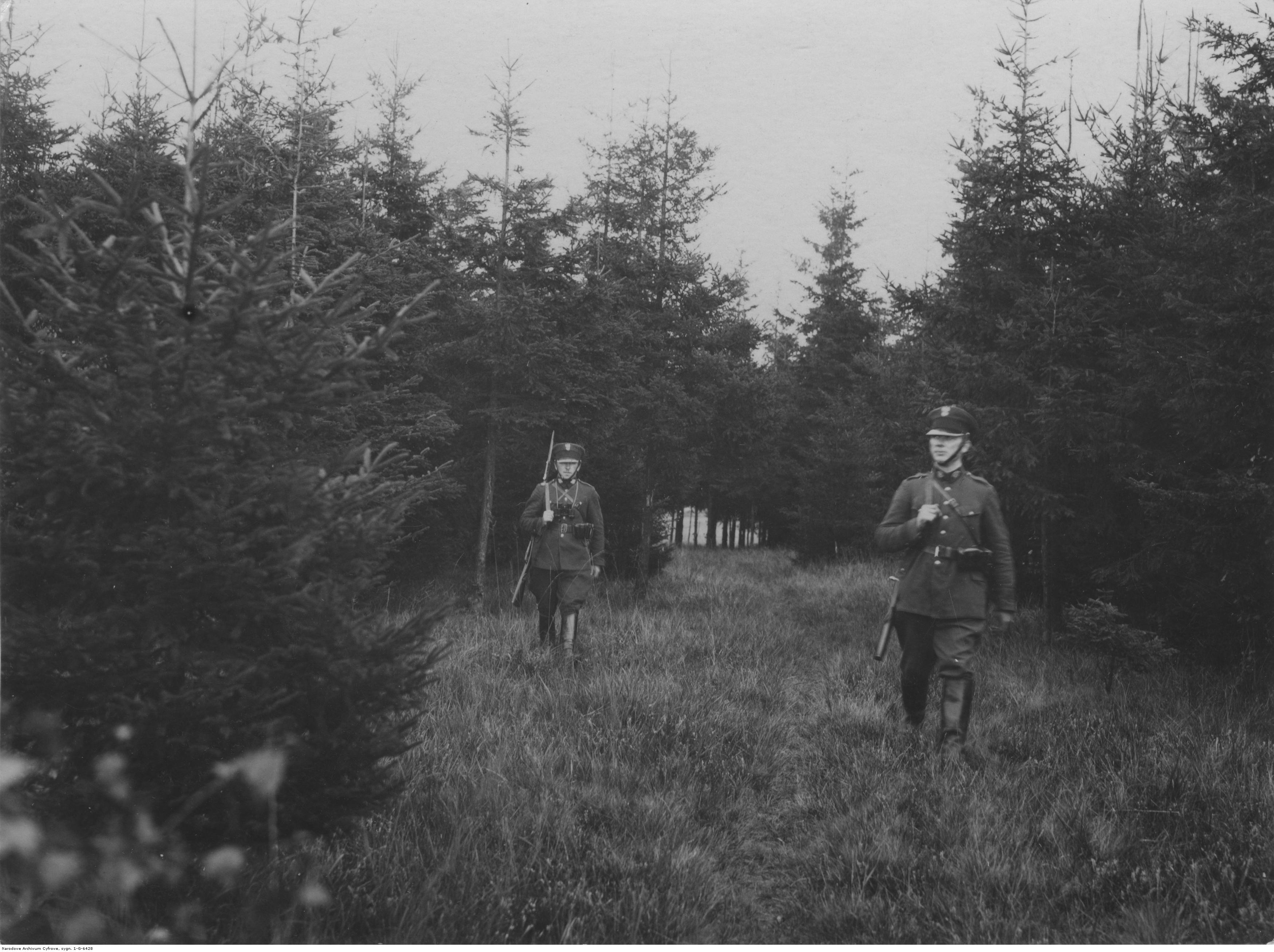
Patrol w terenie

Komisariat Straży Granicznej „Tarnowskie Góry” – jednostka organizacyjna Straży Granicznej pełniąca służbę ochronną na granicy polsko-niemieckiej w latach 1928–1939.

## Geneza
Objęcie granicy na Śląsku przez Straż Celną nastąpiło 16 czerwca 1922. W Tarnowskich Górach utworzony został komisariat straży celnej. Jego pierwszym kierownikiem został podkomisarz Wiktor Skrzypek.
W drugiej połowie 1927 roku przystąpiono do gruntownej reorganizacji Straży Celnej. W praktyce skutkowało to rozwiązaniem tej formacji granicznej.
W 1928 nastąpiła reorganizacja Straży Celnej. Placówka „Mikołeska” i „Boruszowice” zostały przydzielone do komisariatu „Kalety”. Placówki „Piaseczna” i „Rybna” zostały zlikwidowane, a w miejsce ich utworzono placówkę „Strzybnica”. Placówkę „Buchacz” i „Szarlej” przydzielono do komisariatu „Kamień”. Oddział konny podzielono. Jedną część przeniesiono do Lisowa (komisariat „Lubliniec”), a drugą do komisariatu „Kalety”. Zakład Tresury Psów przeniesiono do Góry Kalwarii.

## Formowanie i zmiany organizacyjne komisariatu SG
Rozporządzeniem Prezydenta Rzeczypospolitej Polskiej Ignacego Mościckiego z 22 marca 1928, do ochrony północnej, zachodniej i południowej granicy państwa, a w szczególności do ich ochrony celnej, powoływano z dniem 2 kwietnia 1928 Straż Graniczną.
Rozkazem nr 4 z 30 kwietnia 1928 w sprawie organizacji Śląskiego Inspektoratu Okręgowego dowódca Straży Granicznej gen. bryg. Stefan Pasławski przydzielił komisariat „Tarnowskie Góry” do Inspektoratu Granicznego nr 14 „Lubliniec” i określił jego strukturę organizacyjną.  
Rozkazem nr 10 z 5 listopada 1929 w sprawie reorganizacji Śląskiego Inspektoratu Okręgowego komendant Straży Granicznej płk Jan Jur-Gorzechowski określił numer i nową strukturę komisariatu. 
Rozkazem nr 4 z 17 grudnia 1934 w sprawach [...] zarządzeń organizacyjnych i zmian budżetowych, Komendant Straży Granicznej płk Jan Jur-Gorzechowski wyłączył komisariat „Tarnowski Góry” z Inspektoratu Granicznego „Częstochowa” i przydzielił do Inspektoratu Granicznego „Wielkie Hajduki”.

## Służba graniczna
Na dzień 1 stycznia 1936 komisariat liczył 2 oficerów i 77 szeregowych.
Wydarzenia
- 18 kwietnia 1939 został powołany pluton wzmocnienia. Żołnierze plutonu zakwaterowani zostali w budynku szpitala Spółki Brackiej w Tarnowskich Górach. Dowódcą plutonu mianowany został starszy strażnik (podporucznik rezerwy) Czesław Mikołajczyk[10].
- w czerwcu 1939 na odcinku komisariatu zatrzymywano Żydów nielegalnie przekraczających granicę do Polski. Po wylegitymowaniu przerzucano ich z powrotem do Niemiec[11].

Sąsiednie komisariaty
- komisariat Straży Granicznej „Lubliniec” ⇔ komisariat Straży Granicznej „Kamień” − 1928
- komisariat Straży Granicznej „Kalety” ⇔ komisariat Straży Granicznej „Kamień” − listopad 1929

## Funkcjonariusze komisariatu
| Kierownicy/komendanci komisariatu | Kierownicy/komendanci komisariatu | Kierownicy/komendanci komisariatu | Kierownicy/komendanci komisariatu       |
| stopień                           | imię i nazwisko                   | okres pełnienia służby            | kolejne stanowisko                      |
| --------------------------------- | --------------------------------- | --------------------------------- | --------------------------------------- |
| komisarz SC                       | Griwo Kosów                       | 5 IV 1928 – 2 VII 1928            |                                         |
| podkomisarz                       | Bolesław Pawłowski                | p.o.                              |                                         |
| komisarz                          | Włodzimierz Krogulski             | 24 VII 1929 – 30 IV 1932          | kwatermistrz (kierownik) IG „Nowy Targ” |
| komisarz                          | Wiktor Blachani                   | -                                 |                                         |
| aspirant                          | Jan Krawiec                       | p.o. 1 VIII 1938 – 29 VIII 1938   |                                         |
| Zastępcy komendanta komisariatu   |                                   |                                   |                                         |
| starszy strażnik                  | Czesław Mikołajczyk               | 1 V 1939 –                        |                                         |

## Struktura organizacyjna
Organizacja komisariatu w kwietniu 1928:
- komenda − Tarnowskie Góry
- placówka Straży Granicznej I linii „Mikołeska”
- placówka Straży Granicznej I linii „Boruszowice”
- placówka Straży Granicznej I linii „Strzybnica”
- placówka Straży Granicznej I linii „Tarnowice Stare”
- placówka Straży Granicznej I linii „Repty Nowe”
- placówka Straży Granicznej I linii „Sucha Góra”
- placówka Straży Granicznej II linii „Kalety”
- placówka Straży Granicznej II linii „Tarnowskie Góry”

Organizacja komisariatu w listopadzie 1929 i w 1936:
- 5/14 komenda − Tarnowskie Góry
- placówka Straży Granicznej I linii „Strzybnica”
- placówka Straży Granicznej I linii „Tarnowice Stare”
- placówka Straży Granicznej I linii „Repty Nowe”
- placówka Straży Granicznej I linii „Sucha Góra”
- placówka Straży Granicznej II linii „Tarnowskie Góry”